# Potez 30
Le Potez 30 est un projet de sesquiplan monomoteur français envisagé après 1924.

## Historique
Le Potez 30 est un projet de la société des Aéroplanes Henry Potez, dérivé du Potez 25. Il s'agit d'une version C2 (biplace de chasse) de ce dernier. Cette étude d'appareil est mentionnée par une seule source .